# Iglesia de San Felipe (Sharjah)
La Iglesia de San Felipe (en ruso: Церковь апостола Филиппа в Шардже; literalmente: "Iglesia de San Felipe en Sharjah") es una iglesia ortodoxa rusa situada en Sharjah, en los Emiratos Árabes Unidos. La iglesia es la más grande del país, con una superficie de 1.800 metros cuadrados y una capacidad de 20.000 fieles. La iglesia abrió sus puertas el sábado 13 de agosto de 2011.
Los debates sobre la construcción de la iglesia comenzaron en 2005. La iglesia recibió el visto bueno para comenzar su construcción en mayo de 2007. Fue construida con la ayuda financiera de empresarios ucranianos que viven en los Emiratos Árabes Unidos, así como donaciones de los miembros de la parroquia.